# Never Too Loud
Never Too Loud es el cuarto álbum de estudio de la banda canadiense de hard rock Danko Jones. Fue grabado en los estudios Studio 606 de Los Ángeles con el productor ganador de un premio Grammy Nick Raskulinecz (Foo Fighters, Rush, Stone Sour, Velvet Revolver).

Todas las canciones escritas y compuestas por Danko Jones. 
| N.º   | Título                                                                                          | Duración |  |
| 1.    | «Code of the Road»                                                                              | 2:57     |  |
| 2.    | «City Streets»                                                                                  | 4:02     |  |
| 3.    | «Still in High School»                                                                          | 2:26     |  |
| 4.    | «Take Me Home»                                                                                  | 3:31     |  |
| 5.    | «Let's Get Undressed»                                                                           | 3:07     |  |
| 6.    | «King of Magazines»                                                                             | 3:18     |  |
| 7.    | «Forest for the Trees» (con John Garcia (Kyuss/Hermano) y Pete Stahl (Scream, Wool, Goatsnake)) | 6:06     |  |
| 8.    | «Your Tears, My Smile»                                                                          | 3:31     |  |
| 9.    | «Something Better»                                                                              | 3:04     |  |
| 10.   | «Ravenous»                                                                                      | 3:11     |  |
| 11.   | «Never Too Loud»                                                                                | 3:02     |  |
| 45:24 |                                                                                                 |          |  |

| Digipak bonus track |                    |          |  |
| N.º                 | Título             | Duración |  |
| 12.                 | «You Ruin the Day» | 3:24     |  |
| 13.                 | «Sugar High"»      | 3:37     |  |

| iTunes Bonus Track |            |          |  |
| N.º                | Título     | Duración |  |
| 12.                | «RIP RFTC» | 2:24     |  |

- Datos: Q3279472